# Frederick Wentworth (3e comte de Strafford)
Frederick Thomas Wentworth, 3e comte de Strafford (1732 - 7 août 1799) est un pair britannique. 

## Biographie
Il est le fils aîné de William Wentworth, un huissier de la chambre privée d'Augusta, princesse de Galles. William est le fils de Peter Wentworth de Henbury, le frère de Thomas Wentworth (1er comte de Strafford), qui fait partie du reste spécial créant le comté. 
Frederick Thomas fait ses études au Collège d'Eton et commande une enseigne au Grenadier Guards le 3 décembre 1760. Le 29 janvier 1773, il est nommé lieutenant adjoint de Cornouailles. En 1791, il succède à son cousin, William Wentworth (2e comte de Strafford, 1722-1791) (le dernier héritier du premier comte), comme comte de Strafford. Il est nommé lieutenant adjoint de la West Riding of Yorkshire le 2 mars 1793 . À sa mort en 1799, ses biens passent à sa sœur Augusta Anne Hatfield-Kaye. Le 17 septembre 1772, Frederick Wentworth épouse Elizabeth Gould, troisième fille de Thomas Gould de Frome Billet, co. Dorset et son épouse, Mary Freke, fille de William Freke de Hinton St Mary, co. Dorset. Elizabeth Wentworth, comtesse Strafford décédée le 1er mai 1811.